# L. David Mech
Lucyan David "Dave" Mech (Siracusa, Estados Unidos, 18 de enero de 1937) es un experto del lobo americano, científico de investigación del Departamento de interior de Estados Unidos, Estudios Geológicos de Estados Unidos (desde 1970), y profesor adjunto en la Universidad de Minnesota en San Pablo. Ha investigado los lobos desde 1958 en diversos lugares como en Minnesota, Canadá, Italia, Alaska, parque nacional de Yellowstone, y en la Isla Royale.
Mech es el fundador del Centro International del Lobo y forma parte del Consejo de Administración como vicepresidente. La creación del proyecto, que comenzó en 1985, fue una consecuencia natural de su investigación del lobo, así como su ambición de educar a la gente acerca de la naturaleza de los lobos para que lleguen a respetarlos a través de la comprensión.
Ha publicado diez libros y numerosos artículos sobre los lobos y otros animales salvajes, los más famosos de estos son sus libros El Lobo: La ecología y el comportamiento de una especie en peligro (1970, Universidad de Minnesota) y Lobos: Comportamiento, Ecología y Conservación coeditado con Luigi Boitani (2003, Universidad de Chicago Press). El libro de 1997 El Lobo ártico: Diez años con el Parque recibió una mención de honor del Premio Nacional al aire libre libro (categoría Naturaleza y Medio Ambiente). Su último libro es Lobos a la caza: el comportamiento de los lobos en la caza de la presa salvaje.

## Investigación
Una de las primeras publicaciones sobre el tema de los lobos en la isla de Isla Royale fue el libro Los lobos de la Isla Royale que llevó a la prominencia tanto al autor como el tema. El libro fue publicado en 1966 por el Departamento del Interior, después de haber evolucionado a partir de su tesis doctoral.

My research involves monitoring wolf-deer relations in the Superior National Forest of Minnesota, determining the degree and manner of influence of each population on the other, and exploring the role of other factors, especially snow conditions and canine parvovirus, that influence the system. With the same system and research techniques, I am also attempting to learn as much as possible about basic life history, movements, and social ecology of both species. I have also conducted research in Denali National Park, Alaska; Ellesmere Island, Nunavut, Canada; and in Yellowstone National Park. The Denali work involved examining the interactions between wolves and caribou, moose, and Dall sheep. The Ellesmere research concentrates primarily on observing the interactions of pack members with each other and with pups around a den. Supplementary work in the area includes observing wolf interactions with musk-oxen and arctic hares as well as studying wolf movements throughout the year remotely by GPS radio collars in collaboration with co-workers. The Yellowstone National Park studies concentrate primarily on wolf interactions with prey, including mortality and survival studies of elk.
Mi investigación implica el seguimiento de las relaciones lobo-ciervo en el Bosque nacional Superior de Minnesota, determinar el grado y la forma de influencia de cada población en el otro, y explorar el papel de otros factores, en especial las condiciones de nieve y el parvovirus canino, que influyen en el sistema. Con el mismo sistema y las técnicas de investigación, también estoy tratando de aprender lo más posible sobre la historia vital básica, los movimientos y la ecología social de ambas especies. También he realizado investigaciones en el Parque Nacional Denali, Alaska; La isla de Ellesmere, Nunavut, Canadá; y en el Parque Nacional de Yellowstone. El trabajo de Denali implicó el examen de las interacciones entre los lobos y caribús, alces y ovejas de Dall. La investigación de Ellesmere se concentra principalmente en la observación de las interacciones de los miembros de la manada entre sí y con las crías alrededor de una cueva. El trabajo suplementario en la zona incluye la observación de las interacciones del lobo con bueyes almizcleros y liebres árticas, así como el estudio de los movimientos del lobo durante todo el año de forma remota por radio collares GPS en colaboración con los compañeros de trabajo. Los estudios de Parque Nacional de Yellowstone se concentran principalmente en las interacciones del lobo con la presa, incluyendo los estudios de mortalidad y supervivencia de ciervos.

## Controversias y críticas
David Mech es un ávido cazador y trampero de la vida silvestre, en su página web muestra la captura de visones como uno de los intereses personales en su lista. su opinión profesional se ha puesto bajo escrutinio muchas veces. Sus recomendaciones para la gestión del lobo han sido criticadas por estar fuertemente influenciadas por los rancheros, ganaderos y cazadores.

## Educación
- B.S., Universidad Cornell (1958)
- Ph.D., Universidad Purdue (1962)